# Pentecostarion

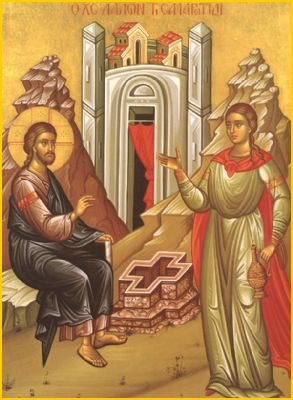
Ícono ortodoxo de Photina, mujer samaritana, que se encuentra con Jesús. 2008

El Pentecostarion (en griego: Πεντηκοστάριον, Pentekostárion),  es el libro litúrgico utilizado por las iglesias ortodoxas y bizantinas durante la temporada pascual que se extiende desde Pascha (Pascua) hasta el domingo posterior al Domingo de Todos los Santos (es decir, el segundo domingo después de Pentecostés). 
El nombre significa el "Libro de los Cincuenta Días", refiriéndose al período de tiempo desde Pascha hasta Pentecostés. En griego, a veces también se le llama  Pentecostarion Alegre (Πεντηκοστάριον χαρμόσυνον, Pentekostárion Charmósynon). A veces se le llama el Triodion pascual. El nombre "Pentecostarion" también se aplica a la temporada litúrgica cubierta por el libro. 
El Pentecostarión es parte del ciclo pascual o "Ciclo movible" del año eclesiástico. Este ciclo depende de la fecha de Pascha y continua durante todo el año siguiente hasta la próxima Pascha. 
Pascha (Semana Santa) es la fiesta más importante de todo el año. Cada semana del Pentecostarion se nombra después de la lección del Evangelio que se lee el domingo que lo comienza; por ejemplo, la semana que sigue a Domingo de Thomas se conoce como Semana de Thomas. Durante el tiempo litúrgico del Pentecostarión, el Evangelio de Juan se lee en su totalidad, al igual que los Hechos de los Apóstoles. Ambos libros fueron elegidos debido a su contenido instructivo. Pascha (Pascua) es el tiempo tradicional para bautizar a los nuevos conversos a la fe. Así, al igual que Gran Cuaresma, con su libro litúrgico, el Triodion, fue el período final de preparación para los catecúmenos antes de su bautismo, así el tiempo de Pentecostarion es el momento de iniciación en los Misterios Sagrados de la religión cristiana para el "Recién iluminado"(es decir, el recién bautizado).
Los dos Misterios Sagrados del bautismo y la crismación se reflejan en las dos fiestas que marcan los puntos iniciales y finales del Pentecostarion: Pascha y Pentecostés. El bautismo está naturalmente ligado a la resurrección, según el apóstol Pablo (Romanos 6:, Corintios 15:4, Colosenses 2:12). La crismación, la recepción de los Dones del Espíritu Santo se refleja naturalmente en Pentecostés. Debido a esto, la imagen del agua ocupa un lugar destacado en los himnos del Pentecostarión.
Los servicios de Pentecostarion comienzan durante la Vigilia pascual a partir de la medianoche del Domingo de Pascua. El servicio para Pascha es radicalmente diferente de los servicios de cualquier otra época del año. A lo largo del curso del Pentecostarion, gradualmente regresan a la normalidad.
- Datos: Q7165128